# Francesco Petrarca

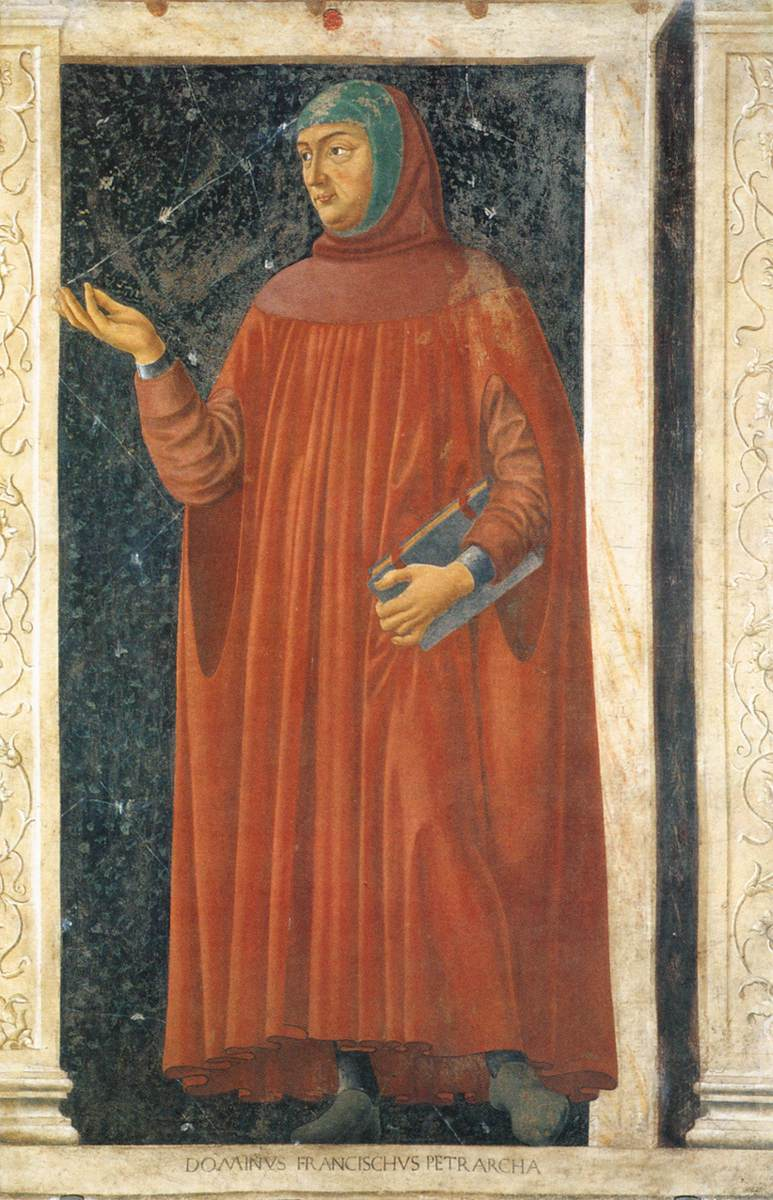
Petrarca, Ausschnitt eines Freskos von Andrea di Bartolo di Bargilla (um 1450) Uffizien

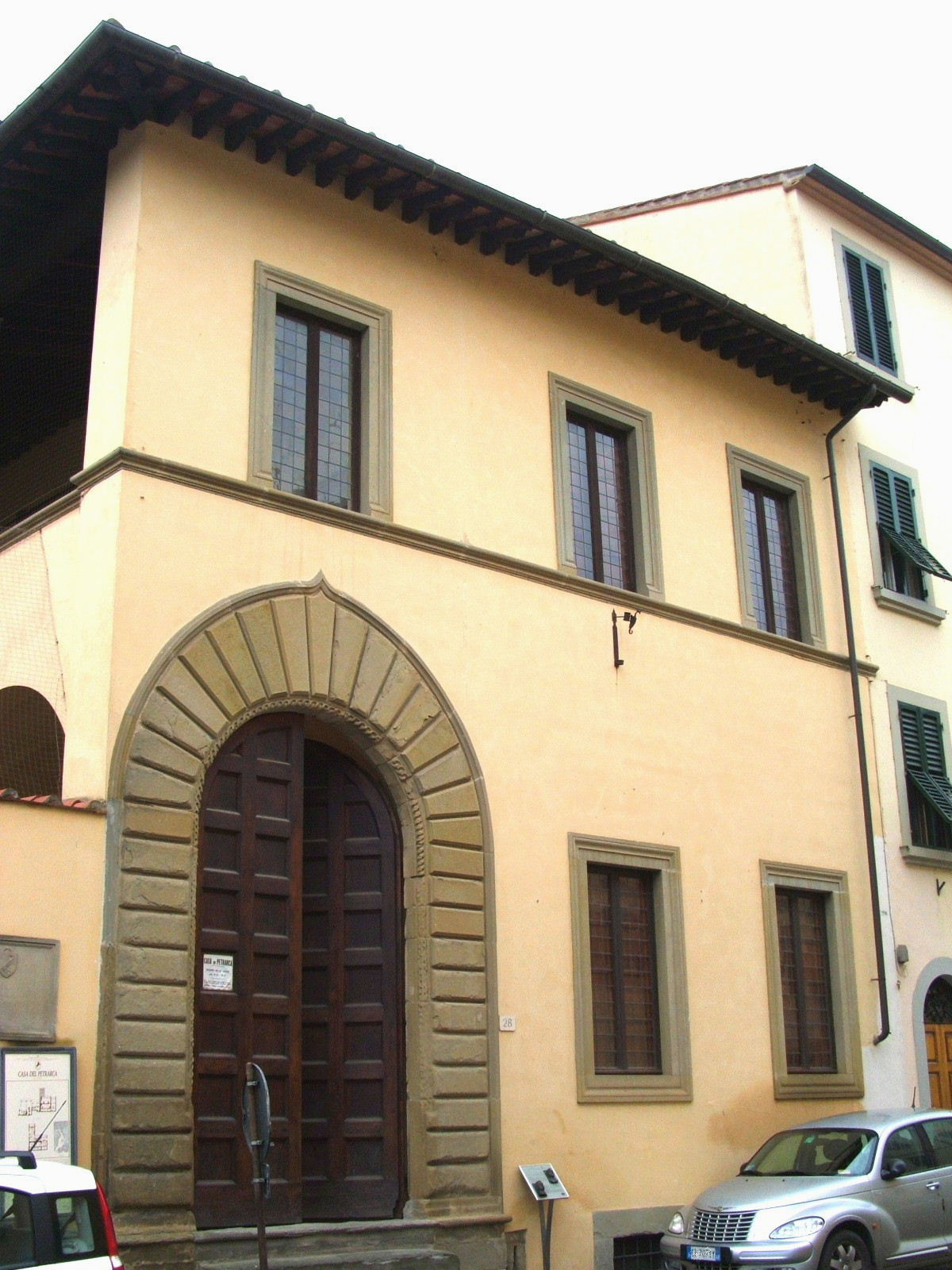
Petrarcas Geburtshaus in Arezzo

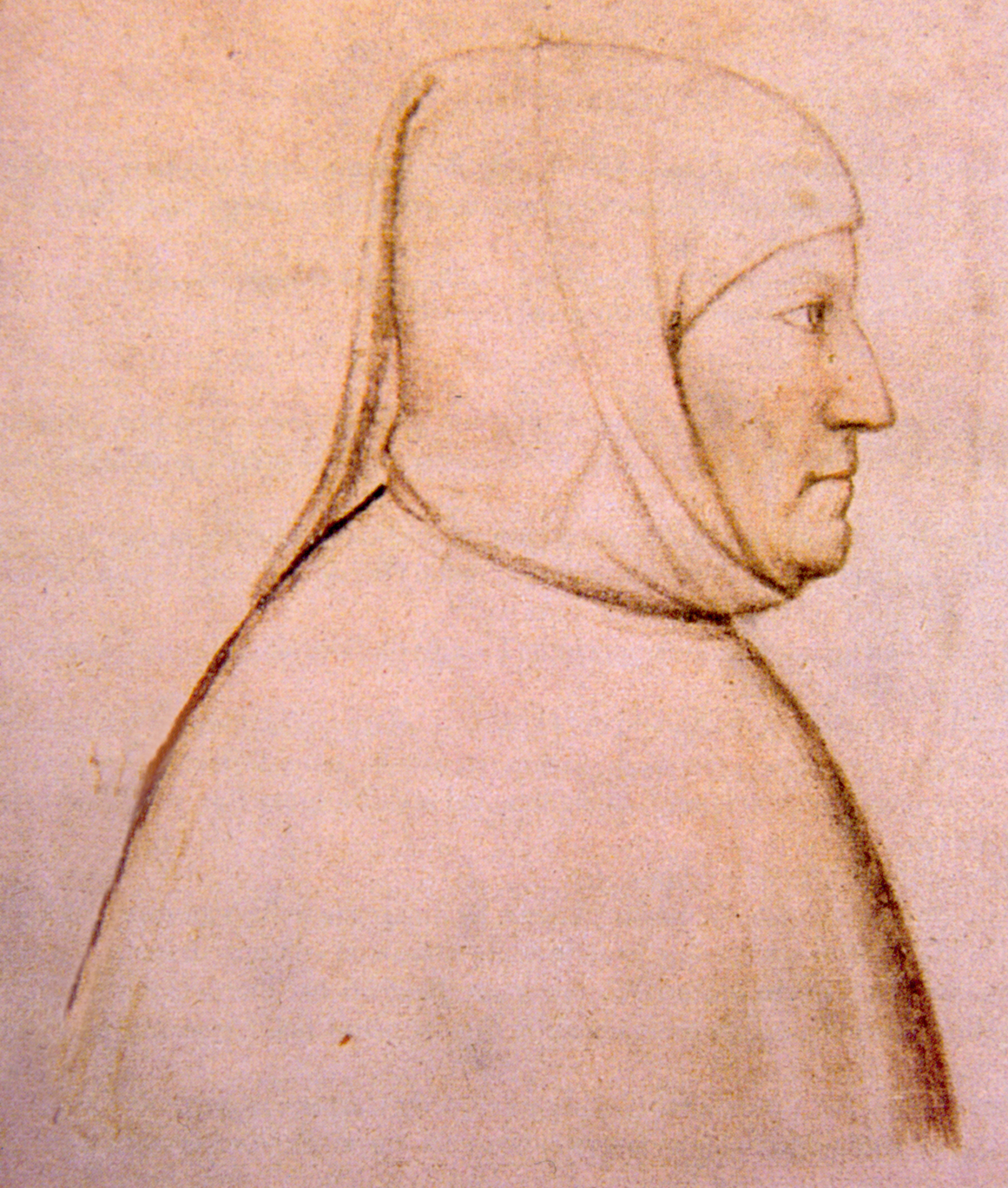
Petrarca, Zeichnung von Altichiero da Zevio, etwa 1370 bis 1380

Francesco Petrarca (latinisiert Franciscus Petrarcha, auch Petrarch geschrieben; * 20. Juli 1304 in Arezzo; † 19. Juli 1374 in Arquà) war ein italienischer Dichter und Geschichtsschreiber. Er gilt als Mitbegründer des Renaissance-Humanismus und zusammen mit Dante Alighieri und Boccaccio als einer der wichtigsten Vertreter der frühen italienischen Literatur. Sein Name liegt dem Begriff Petrarkismus zugrunde, der eine bis ins 17. Jahrhundert verbreitete Richtung europäischer Liebeslyrik bezeichnet.

## Leben
Francesco Petrarcas Vater, der Notar Pietro di Parenzo (Beinamen: Petracco, Patraca) wurde als Papstanhänger aus Florenz verbannt. Mit sieben Jahren folgte Petrarca ihm nach Avignon, wo Pietro di Parenzo ab 1312 gewohnt hatte, während seine Familie in Carpentras lebte. Petrarca studierte ab 1316 Jura in Montpellier und ab 1320 in Bologna. Er kehrte 1326 nach Avignon zurück. Das rechtswissenschaftliche Studium brach er ab, erhielt die niederen Weihen und hatte sein neues Domizil in einem Haus in Fontaine-de-Vaucluse im Gebiet des heutigen Départements Vaucluse. Petrarca wählte sich den Kirchenvater Augustinus zu seinem Vorbild und versuchte, dessen Lebenswandel nachzueifern. Nachdem sein Vater gestorben war, geriet Petrarca in wirtschaftliche Schwierigkeiten.

### Begegnung mit Laura

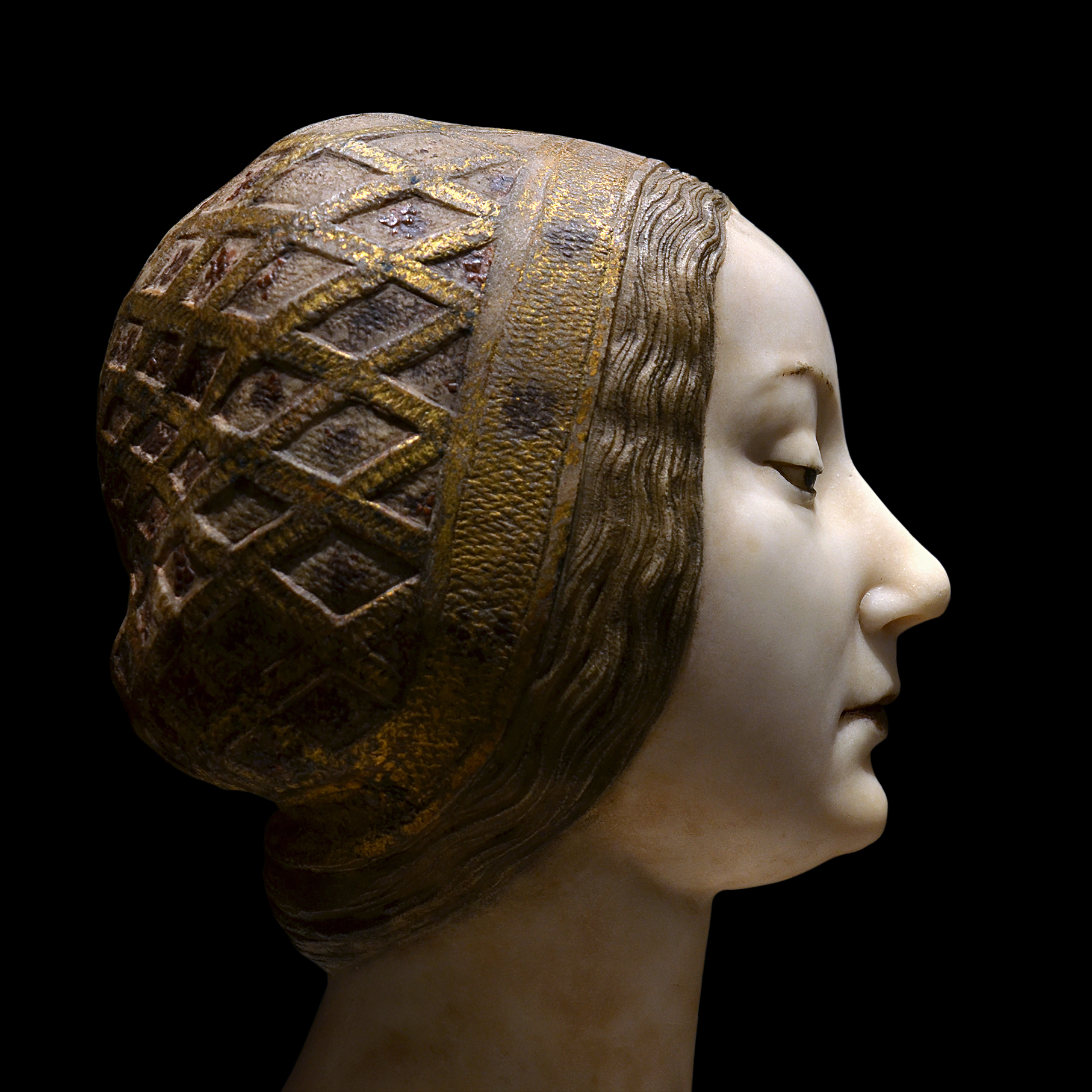
Kunsthistorisches Museum Wien Laura nach Francesco Laurana

Am 6. April 1327, nach seiner Angabe ein Karfreitag, tatsächlich aber ein Ostermontag, sah er eine junge Frau, die er Laura nannte und die möglicherweise identisch war mit der damals etwa 16-jährigen und jungverheirateten Laura de Noves. Ihr Eindruck wirkte derart stark auf ihn, dass er sie als ideale Frauenfigur und dauerhafte Quelle seiner dichterischen Inspiration zeitlebens verehrte, wohl wissend und akzeptierend, dass sie für ihn unerreichbar war. Als Dichter strebte er nach Ruhm und Lorbeer (lateinisch laurus) und fand ein Mittel dazu in Laura.
„Laura […] erschien meinen Augen zum ersten Mal in meiner ersten Jünglingszeit, im Jahre des Herrn 1327, am sechsten Tag des Monats April, in der Kirche der heiligen Klara zu Avignon […]. Und in derselben Stadt, im gleichen Monat April, auch am sechsten Tag, zur gleichen Stunde, jedoch im Jahr 1348, ist dem Licht dieser Welt jenes Licht entzogen worden […].“
Geraldine Gabor und Ernst-Jürgen Dreyer schreiben, „daß sich ›Laura‹ unter dem unbefangenen Blick in reine Sprache auflöste, die in unendlichzähligen Bedeutungen spielt: L’auro, das Gold von Amors ›aurato strale‹ (dem goldenen Pfeil) und der ›aurata piuma‹ (dem goldenen Federkleid des Phönix) […]“. Wolf-Dieter Lange fügt an:
„Diese Worte, die eher verbergen als offenbaren, enthüllen die Stellung des Dichters zwischen Mittelalter und Renaissance. Die Zahlen, von denen er spricht, haben besonders seit den Kirchenvätern einen christlichen Symbolwert. Am 6. April ist Adam erschaffen, und am 6. April ist Christus gestorben. Zwischen dem Beginn der Liebe zu Laura 1327 und ihrem Tod 1348 liegen einundzwanzig, also drei mal sieben Jahre, auch dies christlich vielfach ausgedeutete Zahlen. Darüber hinaus besteht der ‚Canzoniere‘ mit seinem scheinbar reumütigen Einleitungssonett aus 366 Gedichten. Zieht man dieses Sonett ab, könnte sich die Zahl symbolisch auf die Tage eines Jahres beziehen. Vielleicht aber verweist die Zahl 366 unmittelbar auf Lauras Todesjahr, denn 1348 war ein Schaltjahr.“
Petrarca selbst hat diese Rerum vulgarium fragmenta, Bruchstücke alltäglicher Dinge, „seinen Freunden gegenüber immer als zweitrangig, als Jugendtorheit, als nugellae (Kleinigkeiten) bezeichnet“.

### Besteigung des Mont Ventoux
In einem auf den 26. April 1336 datierten Brief, der auf Latein verfasst und an den Frühhumanisten Dionysius von Borgo San Sepolcro (* um 1300; † 1342) gerichtet war, schildert Petrarca, wie er zusammen mit seinem Bruder den Mont Ventoux in der Provence bestieg. Als er oben angekommen war, betrachtete er die Landschaft und wandte sich, angeregt durch ein zufällig aufgeschlagenes Wort aus den Confessiones des Augustinus, sich selber und damit der radikalen Subjektivität seiner Dichtung zu:
Et eunt homines mirari alta montium et ingentes fluctus maris et latissimos lapsus fluminum et oceani ambitum et gyros siderum, et relinquunt se ipsos.
„Und es gehen die Menschen hin, zu bestaunen die Höhen der Berge, die ungeheuren Fluten des Meeres, die breit dahinfließenden Ströme, die Weite des Ozeans und die Bahnen der Gestirne und vergessen darüber sich selbst.“ (Confessiones X, 8)
Das Zusammenfallen von Naturerlebnis und Rückwendung auf das Selbst bedeutet eine geistige Wende, die Petrarca, das Bekehrungserlebnis betreffend, in eine Reihe mit Paulus von Tarsus, Augustinus und Jean-Jacques Rousseau stellt. Petrarca sah die Welt im Unterschied zu mittelalterlichen Vorstellungen nicht mehr als eine feindliche und für den Menschen verderbliche, die nur Durchgangsstation in eine jenseitige Welt ist, sondern sie besaß nun in seinen Augen eine eigene Wertigkeit. Wie in der Landschaftsmalerei dieser Zeit klingt bei Petrarca eine neue Natur- und Landschaftserfahrung an, bei der sich ästhetische und kontemplative Sichtweisen miteinander verbinden. Einige Gelehrte sehen deswegen in der Besteigung des Mont Ventoux einen kulturhistorischen Schlüsselmoment an der Schwelle vom Mittelalter zur Neuzeit. Daneben gilt Petrarca aufgrund dieser ersten „touristischen“ Bergbesteigung als Vater der Bergsteiger und als Begründer des Alpinismus. In der historischen Forschung ist jedoch umstritten, ob Petrarca tatsächlich den Mont Ventoux bestiegen hat oder nur eine literarische Fiktion mitteilt. Ästhetische Natur- und Landschaftserfahrungen sind außerdem auch in mittelalterlichen Berichten nachweisbar, etwa in der Besteigung des Vulkankegels Vulcano durch den Dominikanermönch Burchardus de Monte Sion.

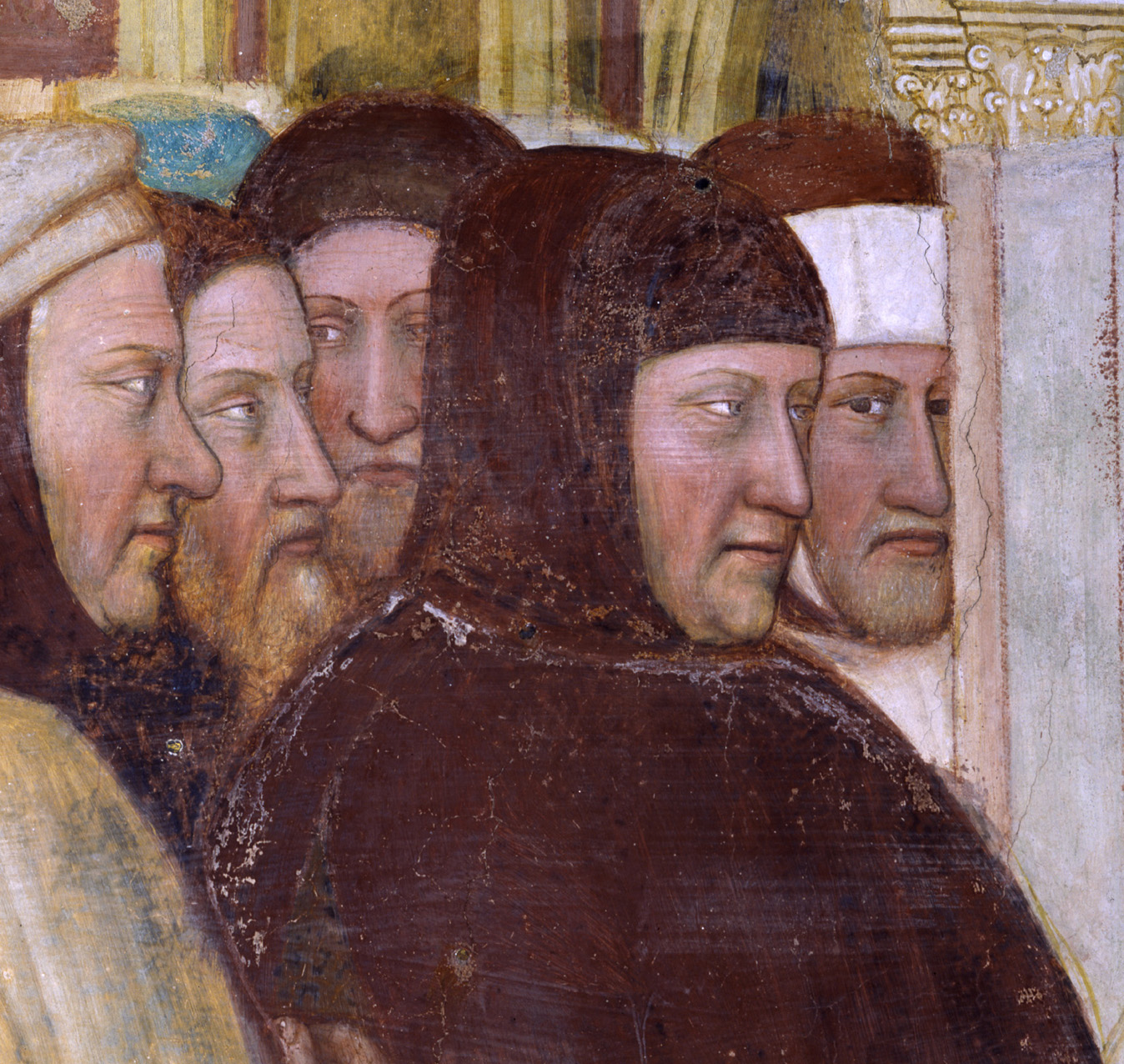
Petrarca. Ausschnitt aus einem Fresko von Altichiero da Zevio im Oratorio di San Giorgio in Padua (ca. 1376)

### Spätere Jahre
Petrarca reiste durch Frankreich, Deutschland und Belgien. In Lüttich stöberte er Ciceros verloren geglaubte Verteidigungsrede pro archia auf. Danach zog er sich nach Fontaine-de-Vaucluse bei Avignon zurück. Dort lebte er von 1337 bis 1349 und schrieb einen großen Teil seines Canzoniere. 1341 wurde Petrarca auf dem Kapitol in Rom zum Dichter (poeta laureatus) gekrönt. Zwischenzeitlich lebte er am Hof des Kardinals Giovanni Colonna in Avignon und für acht Jahre war er Gesandter in Mailand. Das letzte Jahrzehnt lebte er abwechselnd in Venedig und Arquà. Zu seinem Freundeskreis gehörte u. a. Giovanni de Dondi (1318–1389), der Erfinder und Erbauer des „Astrariums“, einer der ersten öffentlichen astronomischen Uhren der Welt.
Den Naturwissenschaften und der Medizin, insbesondere den Ärzten seiner Zeit stand Petrarca, der in Invective contra medicum quendam (verfasst zu Beginn der 1350er Jahre, in endgültiger, aus drei Büchern bestehender Fassung 1355) auch Stellung zur Bedeutung der Medizin für den Menschen genommen hat, jedoch kritisch gegenüber und warnte auch den erkrankten Papst Clemens VI. vor unfähigen geschwätzigen Ärzten in dessen Umgebung. So war er vor allem ein einflussreicher Kritiker der, im Gegensatz zur wahren Medizin von Hippokrates und Galen, erstarrten spätscholastischen Schulmedizin, der es als reiner scientia an göttlicher sapientia mangele. Als angesehener Experte für antike Dokumente wurde Petrarca 1361 von Kaiser Karl IV. beauftragt, alle oder zumindest einen Teil der Urkunden des Privilegium Maius zu begutachten, einer habsburgischen Fälschung, die dem Fürstenhaus zahlreiche Privilegien verbriefen sollte. Petrarcas Urteil über die Fälschung fiel – zumindest in Teilen – vernichtend aus.

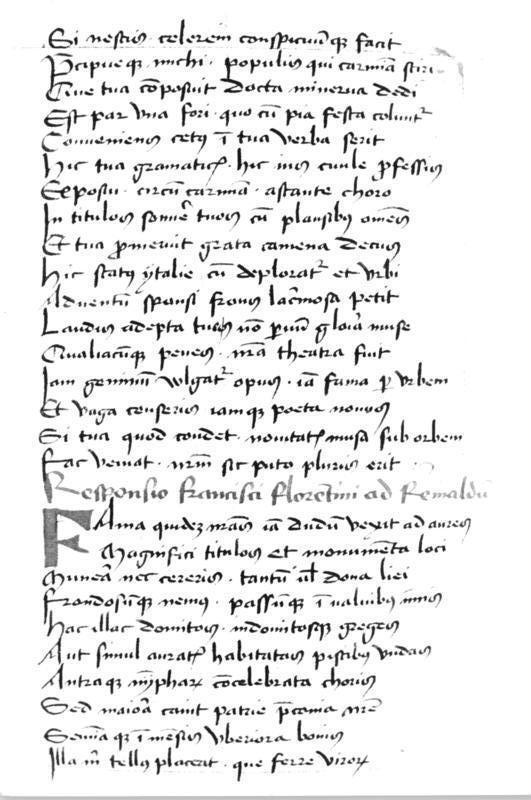
Originalmanuskript eines 1985 in Erfurt entdeckten Gedichts Petrarcas

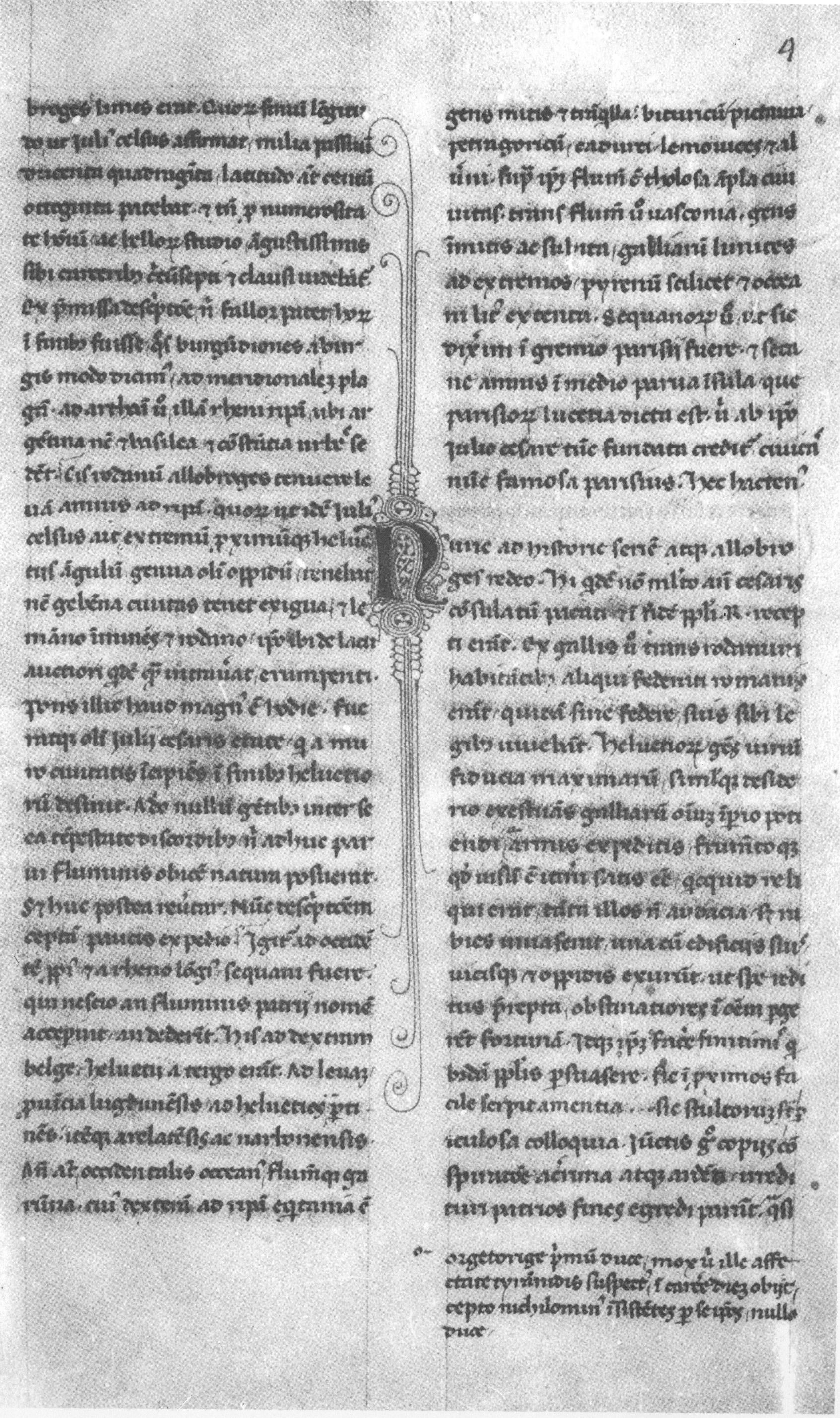
Petrarca, De viris illustribus, Autograph, wohl kurz vor 1374 geschrieben. Paris, Bibliothèque Nationale, Lat. 5784, fol. 4r

## Werke
Petrarcas Hauptinteresse galt der Wiederbelebung der Antike in ihrer Gesamtheit, was ihn zum Mitbegründer des heute sogenannten Renaissance-Humanismus machte. Er gilt bis heute als einer der größten Dichter Italiens.
Sein Canzoniere, ein Gedichtzyklus von 366 Gedichten, darunter 317 Sonette, in denen er seine reine, ausdauernde Liebe zu Laura besingt, der madonna angelicata, prägte inhaltlich und formal die europäische Lyrik der Renaissance (Petrarkismus). Als Hilfe zum Verständnis des Canzoniere wird oft Petrarcas Traktat Secretum meum angesehen. Dieser ganz im Stil seines großen Vorbildes Cicero abgefasste lateinische Dialog bietet auch einige interessante Anhaltspunkte zu Petrarcas Persönlichkeit.
Mit Ausnahme des Canzoniere und der Triumphi schrieb Petrarca seine Werke in (neu)lateinischer Sprache. Dies gilt auch für sein unvollendetes Epos Africa, auf das sich die Dichterkrönung 1341 bezog.
Ausgangspunkt für seine Geschichtsschreibung war das Vorbild der Antike. Er versuchte, antike geschichtliche Beispiele auf die Gegenwart anzuwenden (viri illustres). Dabei wählte er die monographische Form oder reflektierte über wichtige Ereignisse (res memorandae). Petrarca verstand die Geschichte als Exemplum. Er nahm auf Moralvorstellungen beruhende Bewertungen vor. Geschichtsschreibung müsse den Menschen ermuntern und ihm Beispiele für sein Handeln geben. Er nahm keine Quellenkritik vor, sondern folgte der Quelle, die ihn am meisten überzeugte. Neu im Sinne eines Aufbruchs in die Renaissance war, dass Petrarca den Menschen in den Mittelpunkt des Weltgeschehens rückt – im Gegensatz zum mittelalterlichen Weltbild, in dem Gott als Weltenlenker fest verankert war. Dieser Perspektivenwechsel beeinflusste die Geschichte der Geschichtsschreibung.

## Rezeption
Nach Petrarca ist ein bedeutender Literaturpreis benannt. Der von Hubert Burda gestiftete Petrarca-Preis wurde von 1975 bis 1995 und wieder 2010 bis 2014 an zeitgenössische Dichter und Übersetzer vergeben und soll an die bis heute lebendige Geschichte der Poesie erinnern.
Eine Marmorherme von Petrarca befindet sich neben solchen von Dante, Tasso und Ariost im Dichterhain vor der Westseite des Schlosses Charlottenhof, auch „Siam“ genannt. Die Hermen wurden von Gustav Blaeser geschaffen. In Arezzo wurde 1928 in unmittelbarer Nähe zum Duomo, im Park Paseggio del Prato, ein Denkmal für den Sohn der Stadt errichtet.
Der am 10. August 1991 entdeckte Asteroid (12722) Petrarca wurde im März 2001 nach ihm benannt.

### Musik
Von großer Bedeutung für die Musik waren seine Madrigale als Textvorlagen sowohl für das Trecento-Madrigal wie auch das Madrigal des 16. und 17. Jahrhunderts. Adrian Willaert und Cipriano de Rore hatten sich für ihre schnell als musterhaft rezipierten Madrigale der 1540er Jahre fast ausschließlich Petrarca-Sonette gewählt. Willaert brachte 1559 seine Musica nova mit 22 Madrigalen auf Petrarca-Sonette heraus. Luca Marenzio vertonte ebenfalls Petrarca. Claudio Monteverdi schrieb vier Petrarca-Madrigale. Franz Schubert setzte 1818 drei Sonette Petrarcas in der Übersetzung von August Wilhelm Schlegel und Johann Diederich Gries für Singstimme und Klavier (D 628–630). Franz Liszt vertonte 1838–1839 drei Petrarca-Sonette unter dem Titel Tre Sonetti del Petrarca für Singstimme und Klavier (Searle 270, 1–3) sowie 1843–1846 für Klavier (Searle 158). Arnold Schönberg hat in seinen Orchesterliedern op. 8 sowie in der Serenade op. 24 Sonette Petrarcas in der Übersetzung von Karl August Förster vertont. Auch Akos Banlaky vertonte sie im 20. Jahrhundert.

### Graböffnung

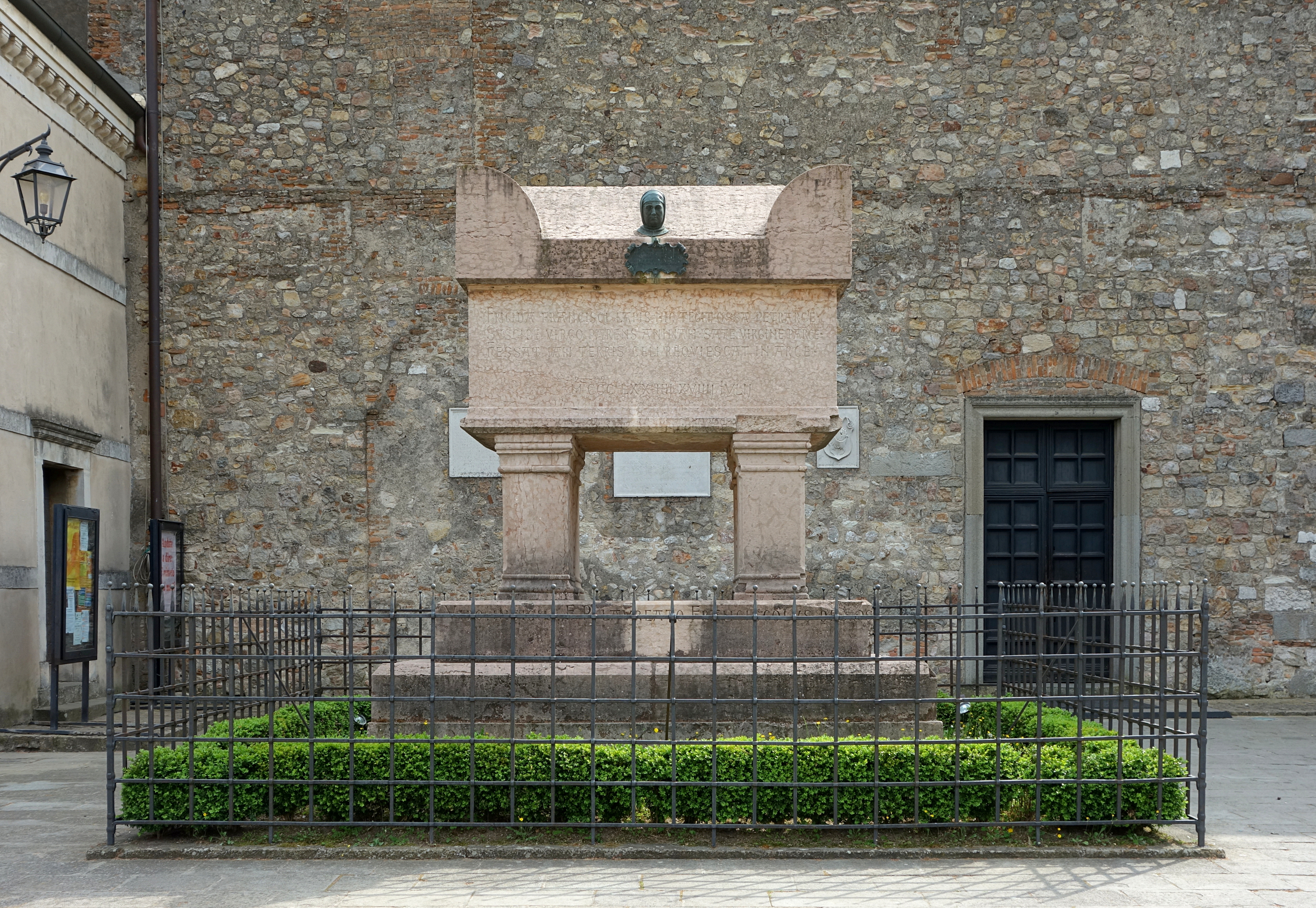
Grabstätte Petrarcas in Arquà Petrarca (2014)

Petrarca hat seine Grabstätte in Arquà Petrarca nahe Padua gefunden. Im Jahr 2004 wurde nach einer Graböffnung festgestellt, dass der Schädel im Sarg offenbar zu einer Frau gehörte. Mit hoher Wahrscheinlichkeit handelt es sich ansonsten um die sterblichen Überreste des Dichters. Die Wissenschaftler wollten Klarheit gewinnen, ob die Petrarca nachgesagte Körpergröße von 1,84 Meter stimme. Er wäre damit im Vergleich zu seinen Zeitgenossen ein Riese gewesen.
Die Gruft des Dichters, die 1380 von seinem Schwiegersohn Francesco da Brosano errichtet und 1630 von Grabräubern heimgesucht worden war, war schon am 5. Dezember 1873 zum Zwecke der Durchführung von anthropologischen Untersuchungen geöffnet worden. Die Öffnung erfolgte auf Antrag der Akademie von Bovolenta. Von den dazu berufenen Professoren wurde ein Bericht über den Vorgang erstattet.
Der Friedhof, den sich Petrarca als letzte Ruhestätte auserwählte, wurde 1874 anlässlich der 500. Wiederkehr seines Todestages in einen Platz umgestaltet, der 1965 mit Trachytplatten belegt wurde. Petrarcas Sarkophag besteht aus Veroneser Marmor.

## Textausgaben und Übersetzungen
Lyrik
- Otto Schönberger, Eva Schönberger (Hrsg.): Francesco Petrarca: Epistulae Metricae. Briefe in Versen. Königshausen & Neumann, Würzburg 2004, ISBN 3-8260-2886-4 (lateinischer Text, deutsche Übersetzung und Kommentar)
- Canzoniere. Zweisprachige Gesamtausgabe, nach einer Interlinearübersetzung von Geraldine Gabor in deutsche Verse gebracht von Ernst-Jürgen Dreyer. Nach der Ausgabe von Giuseppe Salvo Cozzo, Florenz 1904. Deutscher Taschenbuch Verlag, München 1993, ISBN 3-423-02321-X
- Canzoniere. 50 Gedichte mit Kommentar (= RUB 18378). Italienisch/Deutsch. Übersetzt und herausgegeben von Peter Brockmeier. Stuttgart: Reclam 2006, ISBN 978-3-15-018378-6
- Monica Berté (Hrsg.): Francesco Petrarca: Improvvisi. Un’antica raccolta di epigrammi. Salerno Editrice, Rom 2014, ISBN 978-88-8402-918-8 (kritische Edition von Gelegenheitsgedichten Petrarcas mit italienischer Übersetzung und Kommentar)
- Erwin Rauner (Hrsg.): Psalmi et orationes. Psalmen und Gebete. Rauner,  Augsburg 2004, ISBN 978-3-9804409-8-1 (lateinischer Text und Übersetzung)
- Francesco Petrarca’s italienische Gedichte, übersetzt und mit erläuternden Anmerkungen begleitet von Karl Förster, Professor an der K. Ritterakademie zu Dresden. 2 Bde., Brockhaus, Leipzig und Altenburg 1818/19 (zweisprachige Ausgabe; Digitalisate von Band 1 und Band 2 bei Google Books)
- Hundert ausgewählte Sonette Francesco Petrarkaʼs übersetzt von Julius Hübner. Nicolai, Berlin 1868 (zweisprachige Ausgabe; Digitalisat im Internet Archive)
- Francesco Petrarca’s sämmtliche italienische Gedichte. Neu übersetzt von Friedrich Wilhelm Bruckbräu. Mit erläuternden Anmerkungen. Lindauer, München 1827 (Digitalisat des 1. Bändchens im MDZ)
- weitere Ausgaben siehe Wikisource

Epos
- Bernhard Huß, Gerhard Regn (Hrsg.): Francesco Petrarca: Africa. 2 Bände. Dieterich, Mainz 2007, ISBN 978-3-87162-065-2 (lateinischer Text und deutsche Übersetzung; Kommentar im zweiten Band)

Prosabriefe
- Epistulae de re rebus senilibus. Libri I–XVI. In: Opera quae extant omnia. Henricus Petrus, Basel 1554, S. 812–1070 (Digitalisat).
- Res seniles. Libri I–IV. A cura di Silvia Rizzo con la collaborazione di Monica Berté. Florenz 2006.
- Letters of old age (Rerum senilium libri). Vol. 1: Books I–IX. Translated by Aldo S. Bernardo, Saul Levin and Reta A. Bernardo. New York 2005.
- Gunilla Sävborg (Hrsg.): Epistole tardive di Francesco Petrarca. Almqvist & Wiksell, Stockholm 2004, ISBN 91-22-02076-4 (kritische Edition mit Einleitung und Kommentar)
- Paul Piur (Hrsg.): Petrarcas 'Buch ohne Namen' und die päpstliche Kurie. Ein Beitrag zur Geistesgeschichte der Frührenaissance. Niemeyer, Halle (Saale) 1925 (enthält eine kritische Edition von Briefen Petrarcas, Liber sine nomine)
- Berthe Widmer (Hrsg.):  Familiaria. Bücher der Vertraulichkeiten. Berlin 2009.
- Florian Neumann (Hrsg.): Francesco Petrarca: Epistolae familiares XXIV. Vertrauliche Briefe. Dieterich, Mainz 1999, ISBN 3-87162-049-1 (lateinischer Text, deutsche Übersetzung und Kommentar)

Sonstige Prosawerke
- August Buck (Hrsg.), Klaus Kubusch (Übersetzer): Francesco Petrarca: De sui ipsius et multorum ignorantia. Über seine und vieler anderer Unwissenheit. Meiner, Hamburg 1993, ISBN 3-7873-1104-1
- Giuliana Crevatin (Hrsg.): Francesco Petrarca: In difesa dell'Italia (Contra eum qui maledixit Italie). Marsilio, Venedig 1995, ISBN 88-317-5862-4 (lateinischer Text und italienische Übersetzung)
- Pier Giorgio Ricci (Hrsg.): Francesco Petrarca, „Invective contra medicum“, I: Testo latino e volgarizzamento di Ser Domenico Silvestri [1352] (= Storia e letteratura. Band 32). Edizioni di Storia e Letteratura, Rom 1950 (kritische Edition).
- Secretum meum. Lateinisch-deutsch. Hrsg., übersetzt und mit einem Nachwort von Gerhard Regn und Bernhard Huss. Mainz 2004.
- Über den Fürsten. Lateinisch-deutsch. Hrsg. und übertragen von Michael Wien. Books on Demand, Norderstedt 2005, ISBN 978-3-8334-3489-1.
- Eckhard Keßler, Rudolf Schottlaender (Hrsg.): Francesco Petrarca: Heilmittel gegen Glück und Unglück. De remediis utriusque fortunae [1366]. Fink, München 1988, ISBN 3-7705-2505-1 (lateinischer Text und Übersetzung).
- Ursula Blank-Sangmeister, Bernhard Huss (Hrsg.): Francesco Petrarca: De remediis utriusque fortune. Heilmittel gegen Glück und Unglück (= Mittellateinische Bibliothek. Band 8). 2 Teilbände, Hiersemann, Stuttgart 2021, ISBN 978-3-7772-2102-1 (Teilband 1) und ISBN 978-3-7772-2200-4 (Teilband 2) (lateinischer Text, Übersetzung und Kommentar).
- Jens Reufsteck (Hrsg.): Francesco Petrarca: Reisebuch zum Heiligen Grab. Reclam, Stuttgart 1999, ISBN 3-15-000888-3 (lateinischer Text des Itinerarium ad sepulcrum domini nostri Iesu Christi mit Übersetzung).

Historische Handschriften und frühe Drucke
- Francesco Petrarca: Frammenti (Sonetti, Canzoni), Triumphi , Psalmi – Bayerische Staatsbibliothek Cod. ital. 81.
- Antonio de Obregón (Hrsg.): Triumphos de Petrarca. Sevilla 1526 (spanisch)
- Opera quae extant omnia. Henricus Petrus, Basel 1554.
- Von der Artzney bayder Glück, des guten und widerwertigen; unnd weß sich ain yeder inn Gelück und Unglück halten sol. Aus dem Lateinischen (De remediis utriusque fortunae) übersetzt von Peter Stachel und Georg Spalatin, mit Illustrationen des Petrarcameisters. Heynrich Steyner, Augsburg 1532 (Digitalisat).

## Belege
1. ↑  Franz Josef Worstbrock: Petrarca, Francesco. In: Verfasserlexikon. 2. Auflage. Band 7, Sp. 471–490, hier: Sp. 471.
2. ↑  Jacob Burckhardt: Die Kultur der Renaissance in Italien. Ein Versuch. Stuttgart 1988, S. 216. Joachim Ritter: Landschaft. Zur Funktion des Ästhetischen in der modernen Gesellschaft. In: Joachim Ritter: Subjektivität. Sechs Aufsätze. Frankfurt am Main 1974, S. 141–163, hier: S. 143 f. und 146.
3. ↑  Heinz Hofmann: War er oben oder nicht? In: Wolfgang Kofler, Martin Korenjak, Florian Schaffenrath (Hrsg.): Gipfel der Zeit. Berge in Texten aus fünf Jahrtausenden. Karlheinz Töchterle zum 60. Geburtstag. Freiburg 2010, S. 81–102. Dorothee Gall: Augustinus auf dem Mt. Ventoux. Zu Petrarcas Augustinus-Rezeption. In: Mittellateinisches Jahrbuch. Band 35, 2000, S. 301–322.
4. ↑  Christian Mehr: Vor Petrarca. Die Bergbesteigung eines Mönchs auf Vulcano. In: Archiv für Kulturgeschichte. Band 101, 2019, S. 317–346.
5. ↑  Bernd Roeck: Der Morgen der Welt. Beck, 2017, S. 376.
6. ↑  Francesco Petrarca: Von der Artzeney bayder Glück […]. Augsburg 1532.
7. ↑  Klaus Bergdolt: Arzt, Krankheit und Therapie bei Petrarca. Die Kritik an Medizin und Naturwissenschaft im italienischen Frühhumanismus. Weinheim an der Bergstraße 1992
8. ↑  August Buck: Die Medizin im Verständnis des Renaissancehumanismus. In: Rudolf Schmitz, Gundolf Keil (Hrsg.): Humanismus und Medizin. Acta humaniora, Weinheim 1984, S. 181–198, hier: 181 f. und 197.
9. ↑  Klaus Bergdolt: Petrarca, Francesco. In: Werner E. Gerabek, Bernhard D. Haage, Gundolf Keil, Wolfgang Wegner (Hrsg.): Enzyklopädie Medizingeschichte. De Gruyter, Berlin / New York 2005, ISBN 3-11-015714-4, S. 1130.
10. ↑  Rudolf Peitz, Gundolf Keil: Die ‘Decem quaestiones de medicorum statu’. Beobachtungen zur ärztlichen Standeskunde des 14. und 15. Jahrhunderts. In: Fachprosaforschung – Grenzüberschreitungen. Band 8/9, 2012/2013 (2014), S. 283–297, hier: S. 284 f.
11. ↑  Gerhard Baader: Die Antikerezeption in der Entwicklung der medizinischen Wissenschaft während der Renaissance. In: Rudolf Schmitz, Gundolf Keil (Hrsg.): Humanismus und Medizin, Weinheim 1984, S. 51–66, hier: s. 52 f.
12. ↑  Geschichte Österreichs, hg. von Thomas Winkler, 4. Auflage, Ditzingen 2020, S. 126
13. ↑  Manfred Hardt: Geschichte der italienischen Literatur. Von den Anfängen bis zur Gegenwart. Artemis & Winkler Verlag, Düsseldorf/Zürich 1996, ISBN 3-538-07040-7, S. 135.
14. ↑  Gerhart Hoffmeister: Petrarca (= Sammlung Metzler. Band 301). Verlag J. B. Metzler, Stuttgart/Weimar 1997, ISBN 978-3-476-10301-7, S. 73–77.
15. ↑  Minor Planet Circ. 42362
16. ↑  Karl Heinrich Wörner, Wolfgang Gratzer, Lenz Meierott: Geschichte der Musik – Ein Studien- und Nachschlagebuch. 8. Auflage. Vandenhoeck & Ruprecht, 1993, S. 162 ff.
17. ↑  Peter Gülke: Franz Schubert und seine Zeit. 2. Auflage. Laaber-Verlag, 2002, S. 369.
18. ↑  Wolfgang Dömling: Franz Liszt und seine Zeit. 2. Auflage. Laaber-Verlag, 1985, S. 295.
19. ↑  Klaus Wolters: Handbuch der Klavierliteratur – Klaviermusik zu zwei Händen. 5. Auflage. Atlantis Musikbuch-Verlag, 2001, S. 391.

| Personendaten    | Personendaten           |
| ---------------- | ----------------------- |
| NAME             | Petrarca, Francesco     |
| ALTERNATIVNAMEN  | Petrarca; Petrarch      |
| KURZBESCHREIBUNG | italienischer Dichter   |
| GEBURTSDATUM     | 20. Juli 1304           |
| GEBURTSORT       | Arezzo, Italien         |
| STERBEDATUM      | 19. Juli 1374           |
| STERBEORT        | Arquà Petrarca, Italien |